# Slender Man
Slender Man (ook wel Slenderman of kortweg Slender genoemd) is een personage dat als creepypasta in 2009 is ontstaan tijdens een fotowedstrijd op het internetforum Something Awful.

## Ontstaan
De bedoeling van de fotowedstrijd was foto's te uploaden die digitaal bewerkt waren zodat er iets paranormaals of bovennatuurlijks op te zien zou zijn. Gebruiker Victor Surge plaatste twee zwart-witfoto's waarop een vreemd figuur vaag op de achtergrond stond afgebeeld. Hij verzon daarbij het verhaal dat de kinderen op de foto's, kort nadat de foto genomen was, vermist werden. Het onbekende personage kreeg de naam Slender Man en zou daar verantwoordelijk voor zijn, met als doel zijn slachtoffers te laten schrikken.

## Beschrijving
Het doel van Slender Man is vooral het stalken, ontvoeren en traumatiseren van mensen, met name kinderen. Slender Man ziet eruit als een dunne man in smoking met een zwart jasje, rode stropdas en een wit overhemd. Hij heeft een witte tot lichtgrijze huid zonder ogen, oren, neus, mond en haar. Zijn armen en benen zijn in verhouding veel langer dan die van de gemiddelde man. Slender Man heeft tentakels die uit zijn rug komen en handen waaraan lange vingers zitten. In sommige gevallen kan hij teleporteren.

## Voorkomen in verschillende media
Slender Man is het hoofdpersonage in enkele computerspellen en films, en komt op het internet vaak in getrukeerde foto's voor.

### Computerspellen

#### Slender: The Eight Pages
In Slender: The Eight Pages heeft Slender Man langere armen dan in Slender: The Arrival. Hij beweegt zich door te teleporteren, dicht bij de plaats waar de speler zich bevindt. Bij Slender: The Eight Pages zal het scherm een storing geven wanneer Slender Man in de buurt is. Wanneer de speler Slender Man te lang aankijkt, verliest hij het spel.

#### Minecraft
Het personage Enderman in het spel Minecraft is afgeleid van Slender Man. Enderman lijkt op Slender Man, maar heeft geen smoking aan en heeft andere eigenschappen. Een gelijkenis met Slender Man uit Slender: The Eight Pages is dat hij ook kan teleporteren.

### Foto's
Slender Man is populair op het internet, er worden namelijk vaak foto's gemaakt terwijl Slender Man op de achtergrond staat, alsof hij echt bestaat en rondzwerft.

### Films
In sommige films is het verhaal rond Slender Man gebruikt als basis voor het verhaal in de film. Tevens worden regelmatig korte filmpjes met of over Slender Man online gezet op bijvoorbeeld YouTube.

## Bioscoopfilm
In 2018 kwam de Amerikaanse bioscoopfilm Slender Man uit, gebaseerd op het personage. De film behaalde zeer negatieve recensies maar was een succes in de bioscopen.